# تشيلسي (ماساتشوستس)
تشيلسي (بالإنجليزية: Chelsea, Massachusetts)‏ هي مدينة تقع في الولايات المتحدة في مقاطعة سوفولك (ماساشوستس). يقدر عدد سكانها بـ 35,177 نسمة ومساحتها 6.4 كم2 وترتفع عن سطح البحر 3 متر.

## التركيبة السكانية
حدّد مكتب تعداد الولايات المتحدة بيانات التركيبة السكانية لتشيلسي في تعداد الولايات المتحدة. في ما يلي، التركيبة السكانية حسب تعدادي 2000 و2010.

### تعداد عام 2000
بلغ عدد سكان تشيلسي 35,080 نسمة بحسب تعداد عام 2000، وبلغ عدد الأسر 11,888 أسرة وعدد العائلات 7,614 عائلة مقيمة في المدينة. في حين سجلت الكثافة السكانية 5,498.4 نسمة لكل كيلومتر مربع (14,240.8/ميل2). وبلغ عدد الوحدات السكنية 12,337 وحدة بمتوسط كثافة قدره 1,933.7 لكل كيلومتر مربع (5,008.3/ميل2).
وتوزع التركيب العرقي للمدينة بنسبة 57.95% من البيض و7.25% من الأمريكيين الأفارقة و0.48% من الأمريكيين الأصليين و4.69% من الأمريكيين ذوي الأصول الآسيوية و0.09% من سكان جزر المحيط الهادئ و22.94% من الأعراق الأخرى و6.58% من عرقين مختلطين أو أكثر و48.42% من الهسبانيون أو اللاتينيون من أي عرق.
بلغ عدد الأسر 11,888 أسرة كانت نسبة 40.7% منها لديها أطفال تحت سن الثامنة عشر تعيش معهم، وبلغت نسبة الأزواج القاطنين مع بعضهم البعض 36.9% من أصل المجموع الكلي للأسر، ونسبة 20.1% من الأسر كان لديها معيلات من الإناث دون وجود شريك، بينما كانت نسبة 7.1% من الأسر لديها معيلون من الذكور دون وجود شريكة وكانت نسبة 36% من غير العائلات. تألفت نسبة 28.8% من أصل جميع الأسر من عدة أفراد يعيشون في نفس المنزل ونسبة 10.8% كانت تتألف من شخص يعيش بمفرده يبلغ من العمر 65 عاماً أو أكثر. وبلغ متوسط حجم الأسرة المعيشية 2.87، أما متوسط حجم العائلات فبلغ 3.50.
بلغ العمر الوسطي للسكان 31.3 عاماً. وكانت نسبة 27.3% من القاطنين تحت سن الثامنة عشر، وكانت نسبة 10.6% بين الثامنة عشر والرابعة والعشرين عاماً، ونسبة 34.5% كانت واقعةً في الفئة العمرية ما بين الخامسة والعشرين والرابعة والأربعين عاماً، ونسبة 15.7% كانت ما بين الخامسة والأربعين والرابعة والستين، ونسبة 9.2% كانت ضمن فئة الخامسة والستين عاماً فما فوق. يوجد لكل 100 أنثى 99.0 ذكر، ويوجد لكل 100 أنثى في الثامنة عشر من عمرها فما فوق 97.1 ذكر.
بلغ متوسط دخل الأسرة في المدينة 30,161 دولارًا، أما متوسط دخل العائلة فبلغ 32,130 دولارًا. وكان متوسط دخل الذكور 27,280 دولارًا مقابل 26,010 دولارًا للإناث. وسجل دخل الفرد الخاص بالمدينة 14,628 دولارًا. وكانت نسبة 20.6% من العائلات ونسبة 23.3% من السكان تحت خط الفقر، وكان من هؤلاء نسبة 29.1% تحت سن الثامنة عشر ونسبة 20.9% في الخامسة والستين من العمر وما فوق.

### تعداد عام 2010
بلغ عدد سكان تشيلسي 35,177 نسمة بحسب تعداد عام 2010، وبلغ عدد الأسر 11,831 أسرة وعدد العائلات 7,375 عائلة مقيمة في المدينة. في حين سجلت الكثافة السكانية 5,513.6 نسمة لكل كيلومتر مربع (14,280.2/ميل2). وبلغ عدد الوحدات السكنية 12,621 وحدة بمتوسط كثافة قدره 1,978.2 لكل كيلومتر مربع (5,123.5/ميل2).
وتوزع التركيب العرقي للمدينة بنسبة 47.85% من البيض و8.49% من الأمريكيين الأفارقة و1.05% من الأمريكيين الأصليين و3.11% من الأمريكيين ذوي الأصول الآسيوية و0.02% من سكان جزر المحيط الهادئ و33.62% من الأعراق الأخرى و5.86% من عرقين مختلطين أو أكثر و62.13% من الهسبانيون أو اللاتينيون من أي عرق.
بلغ عدد الأسر 11,831 أسرة كانت نسبة 40.1% منها لديها أطفال تحت سن الثامنة عشر تعيش معهم، وبلغت نسبة الأزواج القاطنين مع بعضهم البعض 31.5% من أصل المجموع الكلي للأسر، ونسبة 21.8% من الأسر كان لديها معيلات من الإناث دون وجود شريك، بينما كانت نسبة 9.1% من الأسر لديها معيلون من الذكور دون وجود شريكة وكانت نسبة 37.7% من غير العائلات. تألفت نسبة 29.3% من أصل جميع الأسر من عدة أفراد يعيشون في نفس المنزل ونسبة 9.8% كانت تتألف من شخص يعيش بمفرده يبلغ من العمر 65 عاماً أو أكثر. وبلغ متوسط حجم الأسرة المعيشية 2.92، أما متوسط حجم العائلات فبلغ 3.53.
بلغ العمر الوسطي للسكان 31.8 عاماً. وكانت نسبة 25.3% من القاطنين تحت سن الثامنة عشر، وكانت نسبة 11.2% بين الثامنة عشر والرابعة والعشرين عاماً، ونسبة 34.9% كانت واقعةً في الفئة العمرية ما بين الخامسة والعشرين والرابعة والأربعين عاماً، ونسبة 19.9% كانت ما بين الخامسة والأربعين والرابعة والستين، ونسبة 8.7% كانت ضمن فئة الخامسة والستين عاماً فما فوق. وتوزع التركيب الجنسي للسكان بنسبة 50.9% ذكور و49.1% إناث.

## أعلام
- ويليام ويلز براون
- فرانك بي. فاي
- إيملي ريبيكا بيج
- لويس هوارد لاتيمر
- روسكو كوغلين
- ألين غروسمان
- جون رويز
- نورمان كوتا
- هوراشيو ألجر
- راي هايمان